# Przydroże Małe
Przydroże Małe (ancien nom allemand : Klein Schnellendorf) est un village de la commune polonaise de Korfantów (voïvodie d'Opole, powiat de Nysa), en Silésie.

## Toponymie
Ce nom signifie « petit (lieu) près de la route » ; à quelques centaines de mètres se trouve le village de Przydroże Wielkie  (« grand (lieu) près de la route »).
En allemand, on a aussi Klein (« petit ») et Gross Schnellendorf (« grand »). Schnellendorf comporte le mot Dorf (« village »), mais le sens d'ensemble n'est pas clair.
Au Moyen Âge, les noms utilisés étaient Predros en polonais et Snellindorph en allemand.

## Géographie
Przydroże Małe se trouve à 60 km au sud-est de Wroclaw, principale ville de Silésie, à 60 km au nord-ouest de Katowice et à 120 km au nord-est de Cracovie.
Il est à 2 km du centre urbain de Korfantów.

## Histoire

### Généralités
Le nom du village est mentionné pour la première fois en 1300.
Il s'agit d'un domaine seigneurial qui a eu pour propriétaires la famille Dluhomil (XIVe et XVe siècles), puis entre autres le comte Johann Friedrich von Herberstein (XVIIe siècle) puis le comte Stahremberg. De 1743 à 1945, Klein Schnellendorf fait partie de l'arrondissement de Falkenberg-en-Haute-Silésie dans le district d'Oppeln au sein de la province de Silésie.

### Le protocole de Klein Schnellendorf (9 octobre 1741)
Au début de la guerre de Succession d'Autriche, Marie-Thérèse, dont les territoires sont envahis par la Prusse en Silésie et par une armée franco-bavaroise (Haute-Autriche et Bohême), décide de traiter avec Frédéric II, roi de Prusse. Les pourparlers entre Frédéric II représenté par le comte de Hyndford, ministre plénipotentiaire du roi de la Grande Bretagne, et le général autrichien von Neipperg représentant Marie-Thérèse, aboutissent à une convention (secrète) rédigée au château de Klein Schnellendorf : la Prusse cesserait les hostilités contre les États de Marie-Thérèse moyennant la cession de la Basse-Silésie.
Mais quelques semaines plus tard, Frédéric II prétend ne pas connaître le protocole qui n'a finalement jamais été ratifié et envahit à son tour la Bohême (un an plus tard, il signera de nouveau une paix séparée avec l'Autriche au traité de Breslau qu'il rompra de nouveau en 1744).

## Patrimoine
Le château de Przydroże Małe est un palais baroque construit vers 1730 sur un plan rectangulaire (photographie ci-dessus).